# Autostrada A2 (Portugalia)
Autostrada A2, Autostrada Południowa (port. Autoestrada A2, Auto-Estrada do Sul) – autostrada znajdująca się na terytorium Portugalii. Jest to jedna z najważniejszych autostrad kraju, łączy Lizbonę z Albufeirą w regionie Algarve. Przejazd autostradą jest płatny. Koncesjonariuszem zarządzającym autostradą jest Brisa – Auto-estradas de Portugal (BRISA).
Niektóre odcinki autostrady charakteryzują się małym ruchem samochodowym.

## Historia budowy
| Odcinek                                      | Otwarcie | rozbudowa | km   |
| -------------------------------------------- | -------- | --------- | ---- |
| Lizbona – Almada (Wraz z Mostem 25 Kwietnia) | 08/1966  | 1996      | 6,2  |
| Almada – Fogueteiro                          | 1966     | 1996      | 8,9  |
| Fogueteiro – Coina                           | 1978     | 12/2006   | 8,8  |
| Coina – Palmela                              | 1978     | 08/2010   | 11,5 |
| Palmela – ( / )                              | 1979     | 04/2011   | 2,0  |
| Palmela – Marateca                           | 04/1994  | -         | 19,4 |
| Marateca – /                                 | 08/1995  | -         | 1,9  |
| / – Alcácer do Sal                           | 11/1997  | -         | 25,3 |
| Alcácer do Sal – Grândola (sul)              | 05/1998  | -         | 38,0 |
| Grândola (sul) – Castro Verde                | 07/2001  | -         | 58,2 |
| Castro Verde – Paderne ()                    | 07/2002  | -         | 62,0 |